# Anuwat Inyin
Anuwat Inyin (Thai: อนุวัฒน์ อินยิน), (* 17. Februar 1985 in Suphan Buri) ist ein thailändischer Fußballspieler.

## Karriere
Seine Profi-Laufbahn begann Anuwat Inyin in Bangkok bei Air Force United. Nach acht Jahren in Bangkok zog es ihn an die Ostküste zu Pattaya United. Für den Verein aus Pattaya absolvierte er 42 Spiele. Nach der Saison 2013 unterschrieb er in Pak Kret, einem nördlichen Vorort der Hauptstadt Bangkok, einen Vertrag bei Muangthong United. Für Muangthong stand er neunmal in der ersten Liga auf dem Spielfeld. Nach der Saison ging er wieder zurück an die Ostküste zu Pattaya United. 2015 wurde er mit Pattaya Vizemeister der zweiten Liga und stieg in die erste Liga auf. Im Jahr 2017 wurde er dann an den Erstligisten BEC-Tero Sasana ausgeliehen, für den er fünf Spiele bestritt. Nach der Leihe kehrte er wieder nach Pattaya zurück. Hier bestritt er 2017 und 2018 insgesamt 36 Erstligaspiele. Für die Saison 2019 unterschrieb er einen Vertrag beim Zweitlisten Nongbua Pitchaya FC unterschrieben. Für den Verein aus Nong Bua Lamphu absolvierte er vier Zweitligaspiele.
Seit dem 1. Januar 2020 ist er vertrags- und vereinslos.

## Erfolge
Pattaya United
- Thai Premier League Division 1: 2015 (Vizemeister)  ▲

Muangthong United
- Kor Royal Cup: 2014 (2. Platz)